# Пещерный храм «Судилище»
Пещерный храм «Судилище» — принятое условное название большого средневекового пещерного комплекса, расположенного в восточной стене скального прохода (улицы) от городских ворот Эски-Кермена.

Внутреннее устройство помещения не соответствует привычным представлениям о пещерных храмах и ещё в XIX веке устоялось называние «Зал Суда»: горнее место считали судейским креслом, каменные скамьи по бокам — сиденьями для обвиняемых, свидетелей и стражи.

## Описание
Храм, общими размерами примерно (из-за асимметричной планировки) 15 м на 17, 5 м состоит из смежных пещер, вырубленных, судя по различным техническим приёмам обработки стен, в три этапа: XI—XII век, конец XII века — XIII век и XIII—XIV век. Высота потолков около 2 м (большой участок потолка в западной части обрушился во второй половине XIX века).

С городской улицы, с западной стороны, в церковь ведут три двери с пазами для деревянных коробок, между двумя из них прорублено окно с нишей под ним. Южная дверь, обрамлённая полуколоннами, служила, видимо, главным входом. Через этот парадный вход попадали в собственно храм с полукруглой апсидой в восточной части. Алтарь отделялся от основного зала вырубленной в скале преградой (от которой осталось основание) с порогом царских врат. Сохранились пазы для установки деревянного иконостаса. В восточной части апсиды у стены — вырубленный каменный синтрон с горним местом и сиденьем для архиерея посередине. Перед ним располагался престол — от него осталось квадратное углубление в полу. Апсида была расписана фресками, остатки которой видели Евгений Марков в 1872 году(описал, как неясные следы) и в 1920-х годах Н. И. Репников:
Из-под копоти выступает ографление нимба и силуэт поясного изображения Предтечи от Деисуса
Пещерный комплекс тремя южными частями выходит на обрыв плато, в юго-западном углу храма находится дверной проём, выходивший на навесной балкончик (утрачен). Там же, вдоль скругленной стены, вырублена скамья. Южная половина комплекса в восточной части состоит из трёх смежных помещений. Сначала идёт зал со скамьями по северной и южной сторонам, закругляясь в восточной стороне, где пробита дверь в следующее. Во втором также прорублена дверь на обрыв, в котором сохранились пазы для установки подвесного балкона, с которого шла деревянная лестница вниз. На стенах пещеры имеются пазы для деревянных конструкций, в полу вырублены две гробницы. В последнее, третье помещение, ведут две ступени. Пещера, размерами 3 м на 2,5 м и формой близкой к прямоугольнику, считается часовней. Здесь вдоль длинных стен сделаны скамьи и апсида в восточной части, со скальным порогом — вероятно, основанием деревянной алтарной преграды.
Дверь с тремя ступеньками вела в северную часть храма, предположительно, раньше отделённую перегородками. Потолок здесь поддерживали четыре столба, два из которых в настоящее время рухнули. Стена помещения немного выгнута наружу и разделена колоннами на четыре примыкающих друг к другу полукруглых выемки с каменными скамьями и вырубными гробницами в трёх из них. В четвёртом полукружии располагались емкость для сбора воды, сочащейся через трещину в скале, каменная крещальня и ещё одна гробница. Судя по заложенному камнями отверстию в потолке, на раннем периоде жизни крепости здесь была зерновая яма, которая, при вырубке северной части комплекса была разрушена, а горловина заделана.

## История
По мнению Николая Репникова трёхапсидный храм на месте современного «Судилища» был устроен после сноса оборонительных стен в период владычества хазар (то есть, с конца VIII до середины IX века). Позже пещеру увеличили к северу, за линию колонн, которые были вырубленных из массива скалы в процессе расширения, пробив дверь в южной части боковой апсиды.
Юрий Могаричёв считает, что в начале (вероятнее всего в XI—XII веке) вырубили отдельные церковь (в форме трилистника) и часовню. В северной части церкви, отгородив от остального пространства стеной алтарной преграды, устроили крещальню, что вынудило соорудить преграду за пределы закругления апсиды. Первоначальная церковь ограничивалась линией южный край северного входа — западная часть резервуара для воды. Часовня изначально имела отдельный вход по наружной лестнице от ряда вырубленых в основании скалы усыпальниц у подножия плато
. В конце XII — начале XIII века город сильно разросся — по выводам Евгения Веймарна, до 600 усадеб с населением околоо 3000 человек. Увеличение числа прихожан потребовало расширения первоначального храма и при реконструкции его объединили с часовней, попытавшись устроить новый баптистерий. В процессе выбки помещения, опасаясь целостности большого и тонеого потолка, оставляли подпорные колонны.
А. А. Гуськов считает, что пещерный комплекс в нынешнем виде создан в XIV веке, когда жители покинули город и его последними обитателями оставались монахи, соединением нескольких старых жилых и хозяйственных помещений
По мнению Николая Днепровского в период расцвета Эски-кермена, в районе центральных городских ворот, существовал монастырь, в состав которого входил и комплекс Судилища. После гибели и запустения города в конце XIII века ресурсов на восстановление монастыря у оставшихся жителей уже не было и храм «ужался» до прежней алтарной части

## История изучения
Первое упоминание памятника принадлежит анонимному французскому автору путевых заметок 1784 года, который, среди прочих храмов Эски-Кермена, отметил «большую и необычную церковь, свод которой поддерживают колонны». П. И. Сумароков в 1803 году в книге «Досуги крымского судьи, или Второе путешествие в Тавриду» писал о перекрытой каменным сводом церкви с правой стороны от ворот.
В 1848 году участник крымской экспедиции графа Алексея Уваров художник Мориц Вебель создал несколько акварелей с видами храма, но был ли сам в нём сам Уваров — неизвестно
Евгений Марков в 1872 году описал пещеру и подход к ней, передав поверье местных татар, что здесь была греческая церковь. Также автор сослался на неких путешественников, которые считали её остатком монастыря.
Первое, и наиболее полное научное исследование памятника было проведено участниками крымской археологической экспедиции Государственной академии истории материальной культуры имени Н. Я. Марра 1927—1933 года под руководством вначале Евгения Веймарна, затем Николая Репникова.

## Охранный статус
Церковь охраняется в составе комплексного объекта культурного наследия федерального значения — Руины пещерного города «Эски-Кермен»  Объект культурного наследия народов РФ федерального значения. Рег. № 911520359900006 (ЕГРОКН).